# العلاقات العربية الإيرانية
مرت العلاقات التاريخية بين البلدان العربية وبين إيران بمراحل متعددة قبل وبعد الثورة الإسلامية الإيرانية، ولإيران مكانه هامة في الشرق الأوسط إذ أنها أحد أكبر البلدان الإسلامية لاسيما في المشرق الإسلامي فيما يشكل العرب ثقل العالم الإسلامي. لدى إيران عموماً ثلاث حلفاء رئيسيِّين في العالم العربي، هُم العراق وسوريا ولبنان، فيما أن أكثر علاقاتها توتراً في المنطقة هي مع دول الخليج العربي.

## التاريخ القديم
تمكن ملك فارس قوروش عام 542 ق.م من إخضاع الشام والعراق. ثم قام ابنه بإخضاع مصر وسائر بلاد العالم القديم، إلا الجزيرة العربية. ويذكر المؤرخ اليوناني هيرودتس في صدد الكلام عن داريوس ما نصه: «ولقد اعترف بسلطانه جميع أقوام آسية الذين كان قد ذللهم كورش ثم قمبيز إلا العرب، فهؤلاء لم يخضعوا البتة لسلطان فارس، إنما كانوا أحلافها، ولقد مهدوا لقمبيز سبيل التوصل إلى مصر، ولولاهم لما أمكنه القيام بهذه المهمة».
واستمر حال العرب في الجزيرة مستقلين بأنفسهم إلى أن قام الملك سابور الثاني عام 370م بشن حملة إلى مدينة القطيف (الخط آنذاك)، ومنها إلى هجر (الأحساء). ثم توغل في جزيرة العرب فقتل من تمكن منه من العرب ومثل بهم بقطع أكتافهم. كما قام بتهجير القبائل وفرض عليها الإقامة الجبرية. وعمد إلى طمر المياه وردم الآبار، فقتل كل من وجده من العرب، فكان ينزع أكتافهم ويمثل بهم. وكان لشناعة هذه المثلى أثر سيئ في نفوسهم، فمن ثم لقبوه بذي الأكتاف.
وقد خضع العرب في العراق (مملكة الحيرة) وعلى سواحل الخليج العربي (المسماة بالبحرين آنذاك) للنفوذ الفارسي حتى مجيء الإسلام. وامتد نفوذ الفرس حتى اليمن.
بعد ظهور الإسلام في الجزيرة العربية أرسل الرسول محمد صلى الله عليه وسلم عبد الله بن حذافة السهمي إلى كسرى الثاني يدعوه للإسلام. فغضب كسرى غضباً شديداً، فجذب الرسالة من يد كاتبه وجعل يمزقها دون أن يعلم ما فيها وهو يصيح: أيكتب لي بهذا، وهو عبدي؟!! ثم أمر بعبد الله بن حذافة أن يخرج من مجلسه فأخرج. فلما قدم عبد الله على نبي الله (ص) أخبره بما كان من أمر كسرى وتمزيقه الكتاب، فما زاد رسول الله على أن قال: «مزق الله ملكه». أما كسرى فقد كتب إلى باذان نائبه على اليمن: أن ابعث إلى هذا الرجل الذي ظهر بالحجاز رجلين جلدين من عندك، ومرهما أن يأتياني به.
خرج الرجلان رسالة باذان إلى محمد بن عبد الله فلما قرأ كتاب صاحبهم، قال لهم: «إذهبوا إلى صاحبكم فقولوا: إن ربي قد قتل ربك الليلة»، فانطلقوا فأخبروه. فقال: لئن كان ما قاله محمد حقا فهو نبي، وإن لم يكن كذلك فسنرى فيه رأيا. فلم يلبث أن قدم عليه كتاب شيرويه ابن كسرى يخبره بقتله لأبيه في تلك الليلة. فأعلن باذان إسلامه، وأسلم من كان معه من الفرس في بلاد اليمن. وأسلم كذلك العرب في إقليم البحرين وخرجوا عن طاعة كسرى. وأسلمت بعض قبائل العرب في العراق مثل بني شيبان.
انظر الحرب الساسانية-البيزنطية 602-628 والفتح الإسلامي لفارس.

## التاريخ السياسي المعاصر

### مع دول الخليج العربية
شهدت العلاقات الخليجية الإيرانية توتراً دبلوماسياً بين إيران ودول الخليج بشكل عام لاسيما في قضية الجزر الإماراتية الثلاث (أبو موسى-طنب الكبرى-طنب الصغرى) التي تعتبرهم الإمارات جزءاً من أرضيها وشدد مجلس التعاون الخليجي على ذلك.
في حرب الخليج الأولى دعمت دول الخليج العراق الأمر الذي دفع إيران لمهاجمة ناقلات النفط الخليجية وتهديد المصالح النفطية.
وعلى الرغم من هذا فإن علاقات إيران بدول الخليج تحسنت نسبيا وخصوصا بعد حرب الخليج الثانية 1991، وفي الفترة الأخيرة ازداد توتر الأمور بعد بدء إيران بتطوير قدراتها النووية وخشية دول الخليج من أن يكون هذا التطوير تهديدا لأمن وأستقرار الخليج العربي والشرق الأوسط.
تتسم علاقات الكويت مع إيران بالودية والإتزانية، وأثناء وبعد حرب الخليج الثانية ازدادت علاقات البلدين تحسنًّا وازدهارًا.[بحاجة لمصدر] في يوليو 2014، زار أمير الكويت الشيخ صباح الأحمد الصباح إيران، وذكر خلال زيارته أن المرشد الأعلى للثورة الإسلامية علي خامنئي «مرشد لكل المنطقة».
تربط عمان وإيران علاقات ودية، وعمان هي الدولة الخليجية الوحيدة التي ابتعدت عن المشاركة في الحرب الذي تقودة السعودية في اليمن. كما أدت عمان دورًا محوريًّا في المفاوضات الإيرانية في دول الـP5+1، التي أدت لتوقيع الاتفاقية النووية الإيرانية.
زار سلطان عمان قابوس بن سعيد طهران في 2013، وزار الرئيس الإيراني حسن روحاني مسقط في 2014 و2017.

### مع العراق
مرت علاقات العراق وإيران بعلاقات سيئة منذ حكم الشاة حتى الثورة الإسلامية التي دخل معها العراق في حرب أستمرت لثمان سنوات بعد سقوط نظام الشاه مباشرة بيد ان العلاقات تحسنت كثيرا بعد سقوط النظام العراقي عام 2003 م رغم وجود بعض النقاط الخلافية والاشكالات التي لم تحل حتى الآن.

### مع سوريا
كانت تشكل إيران وسوريا حلفا استراتيجيا قويا في المنطقة منذ الثورة الإسلامية في إيران، فلم تقف سوريا ضد إيران أثناء حربها مع العراق. واستمر التعاون السوري الإيراني في مختلف المجالات، وتعززت هذه العلاقات إلى حلف استراتيجي بعد استلام الرئيس الإيراني محمود أحمدي نجاد والرئيس بشار الأسد، ولكن تغير كل شيء بعد سقوط نظام بشار الأسد في سوريا، وتولى احمد الشرع الحكم في سوريا، تغيرت المعادلة والعلاقات متوترة نظراً للطائفية لكن دون عداء واضح. 

### مع مصر
كانت العلاقات مقطوعة بشكل عام منذ الثورة الإيرانية في 1979 بسبب استضافة مصر لشاه إيران السابق محمد رضا بهلوي. ولا تزال العلاقات سيئة بسبب تسمية شارع في إيران باسم خالد الإسلامبولي الذي قام بقتل الرئيس المصري أنور السادات وزادت العلاقة سوء بعد عرض فيلم اعدام فرعون وهو فيلم وثائقي من إنتاج إيراني يمجد قاتل الرئيس المصري أنور السادات. وتعتبر مصر الدولة العربية الوحيدة التي لا تقيم علاقات دبلوماسية مع إيران

### مع الأردن
علاقات مستقرة نوعا ما بالرغم من تحذير ملك الأردن عبد الله الثاني عام 2004 م من خطر إيران في المنطقة عبر تحذيره من خطر ما وصفه ب«الهلال الشيعي» بيد ان العلاقات تحسنت بشكل أكبر بعد عام 2006 مما سمح لإيران برعاية وتمويل بعض المشاريع في الأردن.

### مع لبنان
توجد علاقه ودية بين إيران ولبنان على المستوى الرسمي رغم المناوشات الحاصله على الساحة اللبنانية والتي لم ترتق إلى موقف رسمي سيادي، بيد ان الدعم الإيراني يكاد ينحصر في دعمها الكبير لحزب الله على المستويين العسكري والاقتصادي.

### المغرب

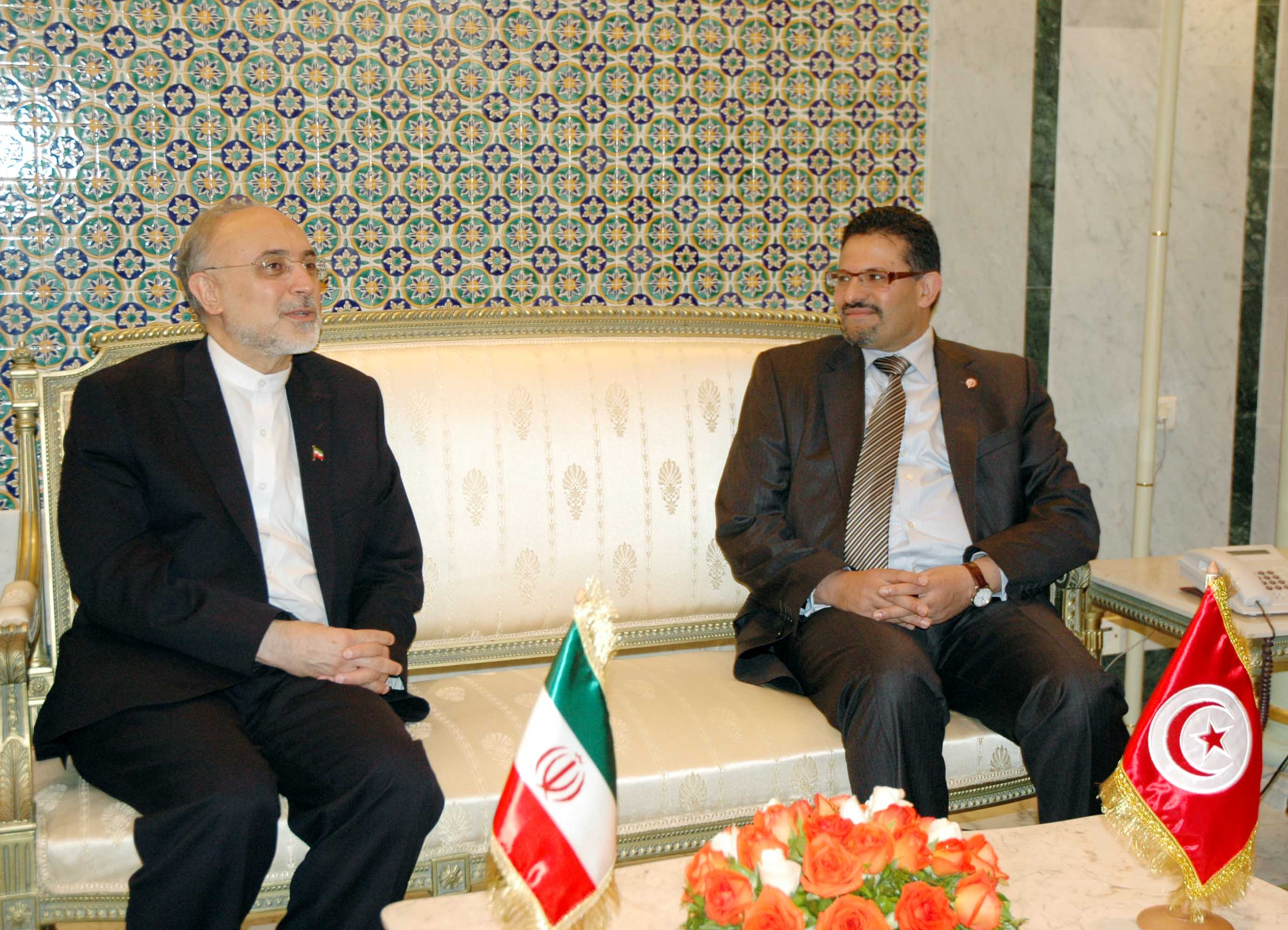
زيارة وزير الخارجية الإيراني لتونس بعد الثورة.

شكل التأثير الديني الإيراني مصدر قلق للمغرب منذ انتصار الخميني، كما شكل فرار الشاه محمد رضا بهلوي إلى المغرب تدهور العلاقات المغربية الإيرانية، مع أن الحسن الثاني اضطر إلى طرد صديقه الشاه خارج المغرب. واتهم الحسن الثاني إيران رسميا بوقوفها وراء الانتفاضة الشعبية التي سبقت انعقاد مؤتمر القمة الإسلامية في المغرب سنة 1984. استصدر الحسن الثاني فتوى تكفير الإمام الخميني،  ووقف إلى جانب العراق، رغم كره الحسن الثاني للبعثيين وللنظام البعثي؛ وهو ما لم ينسه له الإيرانيون.
ظلت العلاقات بين البلدين مقطوعة منذ قيام الثورة إلى بداية التسعينات، عندما أعادت إيران فتح سفارة لها في الرباط عام 1991، عقب مصالحة بين مسؤولي البلدين على هامش إحدى القمم الإسلامية التي عقدت بالدار البيضاء. وطيلة المرحلة التي سبقت عودة أجواء التفاهم المشوب بالحذر بين الطرفين،
بعد تصريحات رئيس البرلمان الإيراني السابق ناطق نوري حول البحرين، ورغم أن كل من البحرين وإيران قد أعلنا فيما بعد عن الحفاظ عن علاقات جوار طيبة، اصدر المغرب بيان يتضامن فيه مع البحرين، استدعت بعدها إيران القائم بالأعمال المغربي في طهران. وفي 6 مارس 2009 قطع المغرب علاقاته الدبلوماسية مع إيران. عبرت إيران عن استغرابها لتوقيت الإعلان المغربي الذي تزامن مع عقد مؤتمر دعم الشعب الفلسطيني، دعيت إليه شخصيات مغربية أيضا. ولم ينظر المغرب بعين الرضا إلى المساعي الإيرانية في استقطاب وحشد المواقف لصالح حركة حماس، في الوقت الذي لم يخف دعمه للسلطة الفلسطينية في رام الله. وبصفته رئيسا للجنة القدس، عارض المغرب استخدام ورقة «حماس» لخدمة أجندة سياسية ودينية خارجية. كما ترجع أسباب التوتر كذلك إلى ما يسميه المغاربة «خطر التشيع».

## أسباب التوتر
- قضية خوزستان[بحاجة لمصدر]
- قضية الجزر الإماراتية الثلاث.
- الحرب العراقية الإيرانية.
- الاختلاف المذهبي (سنّة - شيعة).
- البرنامج النووي الإيراني.
- اتهام بعض الدول لإيران بالتدخل في الشؤون العربية.[بحاجة لمصدر]

## أسباب العلاقات الجيدة
- محاولة التقريب بين المذاهب الإسلامية.
- وجود عدو مشترك (الولايات المتحدة الأمريكية) لإيران مع بعض الدول العربية.
- الوقوف مع حزب الله ومحور المقاومة.
- الحلف الإيراني السوري.